# دهری
دهری [دَ] (ص نسبی) منسوب به دهر. منسوب به روزگار. منکر الوهیت که دهر را عامل شمارد. طبیعی مذهب. آنکه خدایی جز روزگار نداند. فرقه‌ای که دهر را خدا دانند. (یادداشت مؤلف). کسی که عالم را قدیم داند و به حشر و نشر و قیامت قائل نباشد. (ناظم الاطباء)
دهری، به معنای «آتئیست» یا «ماتریالیست»، کسی که جهان را از زمان نامتناهی (به طور انتزاعی) استنتاج کرده است، در چند متن فارسی میانه قرن نهم آمده است. این اصطلاح همراه با سایر شکاکان در دینکرد آمده است: «کسی که (agrawišn) به وجود آفریدگار اورمزد، دین و پیامبر را انکار می کند و از عقاید شیاطین حمایت می کند. اصطلاح «شیطان پرست» (dēw-ēsn)، بدعت گذار (ahlomōγ) و ناایرانی (anēr) و در اصطلاح رایج (دنیوی) (pad ēwāz ī šahr) سوفسطایی و همچنین دهریگ (dhʾlyk). دهری/دهریگ، آشکارا به کسی اطلاق می شد که خدا و آموزه های دینی را انکار می کند.
در دوران اسلامی، دهری در معنای اول به کسانی اطلاق می شد که منکر وجود خدا و در مقابل موحد بودند. در انکار خدا، دهریه در عین حال منکر این بود که آخرتى وجود دارد که در آن پاداش و کیفر در نظر گرفته شود; بنابراین امکان نبوت و وجود شیاطین و جنیان و فرشتگان را نیز انکار کردند. به همین ترتیب، امکان معجزه را انکار کردند. همه این انکارها ناشی از اصل پذیرش تنها چیزی است که دیده می شود یا آشناست. در معنای دوم دهری به معتقدان به ابدیت جهان (یا ماده یا زمان) اطلاق می شد. شهرستانی در فصل اول نهایة الاقدام خود، جایی که نشان داد که جهان آغازی دارد (حدوث)، دهریه را به عنوان دشمنان نام برده است. برای دهریه به این معنا، جهان کنونی تنها ادامه روندی تکراری است که آغازی نداشت. بغدادی آنها را الازلیه من الدهریه می نامید   و نسفی آنها را لم یزلیه می دانست. برای آنها جهان تا ابد به همان شکلی که امروز قابل مشاهده است وجود داشته است، «با زمین، هوا، آسمان، ستارگانش». هیچ آفریدگاری (صانع، مُحدِث) آن را به وجود نیاورده بود. هیچ چیزی نمی تواند به وجود بیاید که مسبوق به معادل یا متضاد آن بی نهایت نباشد. به طور کلی‌تر، هیچ چیز وجود ندارد مگر اینکه چیز دیگری مقدم بر آن باشد. هر انسان از نطفه زاده می شود و هر نطفه ای از یک مرد می آید. در نظر این دهریه‌ها، عالم زنجیره‌ای پیوسته از رویدادهای گسسته است که هیچ یک از آن‌ها نخستین نبود: حوادث لا اول له، دیدگاهی که متکلمان در تلاش برای اثبات وجود. خداوند هرگز در حمله به آن کوتاهی نکردند. 